# Muriel Baumeister
Muriel Baumeister Noël (Salzburgo, Austria; 24 de enero de 1972) es una actriz austriaca.

## Carrera
A los 16 años, se puso delante de la cámara por primera vez. Después de su graduación, estudió pedagogía social, pero más tarde comenzó a estudiar actuación.
Se hizo famosa por la serie de televisión Der Landartz. Desde entonces participa en varias películas y series de Alemania y Austria.
En 1991 fue galardonada con Telestar y en 1993 ganó el premio Cámara de Oro a la mejor actriz joven (Lilli-Palmer-Gedächtniskamera).
Habla Alemán, Inglés, Baviera y Berlín y controla el dialecto alemán de Austria.

## Vida personal
Muriel es hija del actor Edwin Noel y de la profesora de danza Barbara Haselbach. En 2004 y después de que su padre se suicidó, Muriel Baumeister se retiró temporalmente de la vida pública. 
Tiene una hermana menor llamada Peri Baumeister, quien también es actriz, y un hermano menor. 
Hasta 1998, estuvo casada con su compañero de reparto Rainer Strecker. De este matrimonio tuvo un hijo, que nació en 1993. En marzo de 2006 nació su hija, cuyo padre es el actor Pierre Besson.

## Filmografía
| Año  | Película                | Rol Protagonista | Notas           |
| ---- | ----------------------- | ---------------- | --------------- |
| 2011 | Amor y muerte en Java   | Hellen Landgraf  |                 |
| 2008 | La Trampa del Amor      | Jana Berger      | papel principal |
| 2002 | La Maldición de Drácula | Lucy             |                 |
| 2001 | Enfermo de Amor         | Dra. Bea Valori  | papel principal |